# Phalacrotophora beuki
Phalacrotophora beuki är en tvåvingeart som beskrevs av Ronald Henry Lambert Disney 1997. Phalacrotophora beuki ingår i släktet Phalacrotophora och familjen puckelflugor. Inga underarter finns listade i Catalogue of Life.